# Poeciliopsis paucimaculata
Poeciliopsis paucimaculata, tên thông thường là Olomina manchada, là một loài cá nước ngọt thuộc chi Poeciliopsis trong họ Cá khổng tước. Loài này được mô tả lần đầu tiên vào năm 1967.

## Từ nguyên
Danh pháp của loài cá này được ghép từ 2 âm tiết trong tiếng Latinh: paucus ("một ít") và maculata ("đốm"), ám chỉ 2 - 3 vệt đen ở hai bên lườn của chúng so với 8 vạch sọc ở các thành viên trong phân chi Aulophallus, là Poeciliopsis elongata và Poeciliopsis retropinna.

## Phân bố và môi trường sống
P. paucimaculata có phạm vi phân bố ở Trung Mỹ. Đây là một loài đặc hữu của hệ thống sông Térraba và Coto ở Costa Rica. Chúng sống ở các sông suối cao từ 20 đến 900 m so với mực nước biển.
Môi trường sống của P. paucimaculata đang bị suy giảm bởi các tác nhân trong nông nghiệp. Mở rộng nông nghiệp dẫn đến nạn phá rừng ở hầu hết lưu vực các sông Térraba và sông Coto. Việc giảm độ che phủ của cây cối có thể làm giảm tốc độ của dòng chảy trong mùa khô. Thêm vào đó, nước sông bị ô nhiễm bởi phân bón, thuốc diệt cỏ và thuốc trừ sâu. Ngoài ra, cơ sở hạ tầng thủy điện được dự kiến xây dựng trên hai con sông này cũng sẽ làm giảm chất lượng môi trường sống của P. paucimaculata. Do đó, P. paucimaculata đã được xếp vào Loài nguy cấp.

## Mô tả
Cá cái của loài P. paucimaculata có chiều dài cơ thể lớn nhất được ghi nhận là 4 cm; ở cá đực, chiều dài cơ thể lớn nhất được ghi nhận là 3,5 cm.